# 週末パス

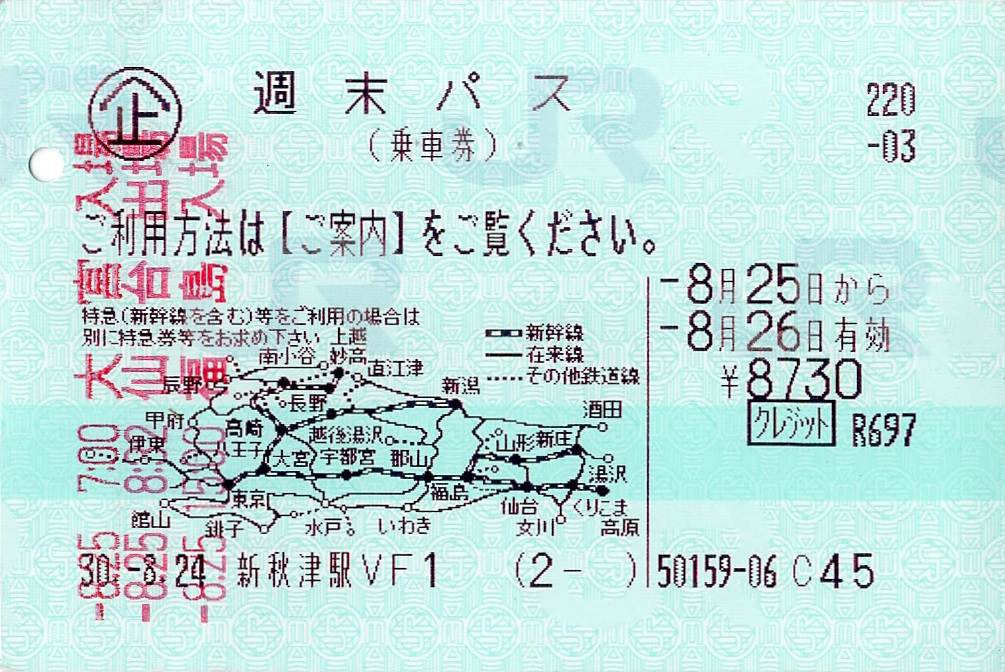
週末パス

週末パス（しゅうまつパス）は、東日本旅客鉄道（JR東日本）の各支社（盛岡支社を除く）が共同で発売していた特別企画乗車券（トクトクきっぷ）である。2013年（平成25年）4月1日より発売されている。
本項目では、「週末パス」の発売以前に発売されていた「土・日きっぷ」及び「ウィークエンドパス」についても解説する。

## 概要
「週末パス」は2013年（平成25年）4月1日より発売され、JR東日本管内および指定された私鉄・第三セクター鉄道のフリーエリア（後述）の普通列車（快速を含む）の普通車自由席が連続する土休日の2日間乗り降り自由のきっぷである。別途料金券を用意することで、特急（新幹線を含む）・急行に乗車することや、指定席・グリーン席・プレミアムグリーン車・グランクラスといった設備を利用することも可能である。
あらかじめみどりの窓口、指定席券売機または「えきねっと」等で利用開始日前日までに購入しておく必要がある。「えきねっと」で購入した場合は、利用開始当日に本券を受け取ることも可能である。
また特典として、フリーエリア内の駅レンタカー営業所でS・A・ESクラスを利用する場合に割引料金で利用することができる。利用にはあらかじめ割引を受けるためのプランを予約した上で、営業所にて有効な本券を提示する必要がある。
2025年6月28日・29日利用分をもって販売を終了した。

## フリーエリア
特に記述のない場合は、鉄道全線がフリーエリア。
- 東日本旅客鉄道：羽越本線酒田駅、奥羽本線湯沢駅、東北新幹線くりこま高原駅、東北本線小牛田駅、石巻線石巻駅・女川駅以南の全線
  - 東京近郊区間、新潟近郊区間は全線がフリーエリアに含まれる
  - 山形新幹線、上越新幹線は全線で利用可能
  - 北陸新幹線は上越妙高駅以東で利用可能
- 山形鉄道
- 阿武隈急行
- 福島交通
- 会津鉄道：（西若松 - 会津田島）
- 北越急行
- えちごトキめき鉄道：（直江津 - 妙高高原）
- 上田電鉄
- しなの鉄道
- 長野電鉄
- アルピコ交通（松本電鉄）
- ひたちなか海浜鉄道
- 鹿島臨海鉄道
- 富士山麓電気鉄道
- 伊豆急行

## 発売について
フリーエリア内のみどりの窓口、指定席券売機、「駅たびコンシェルジュ」、旅行会社および「えきねっと」で購入可能である。

### 発売条件
- 発売額：大人8,880円・小児2,600円[注 2]
- 利用可能期間：土休日のうち、連続する2日間
  - ただし、4月27日から5月6日、8月11日から8月20日、12月28日から1月6日の設定はない。
  - 購入時に、利用開始日を指定する必要がある。
- 購入可能期間：有効期間開始日の1ヶ月前より前売り開始。有効期間開始日前日までに購入する必要があり、当日の購入不可[注 3]。

## 前身にあたる特別企画乗車券

### 土・日きっぷ

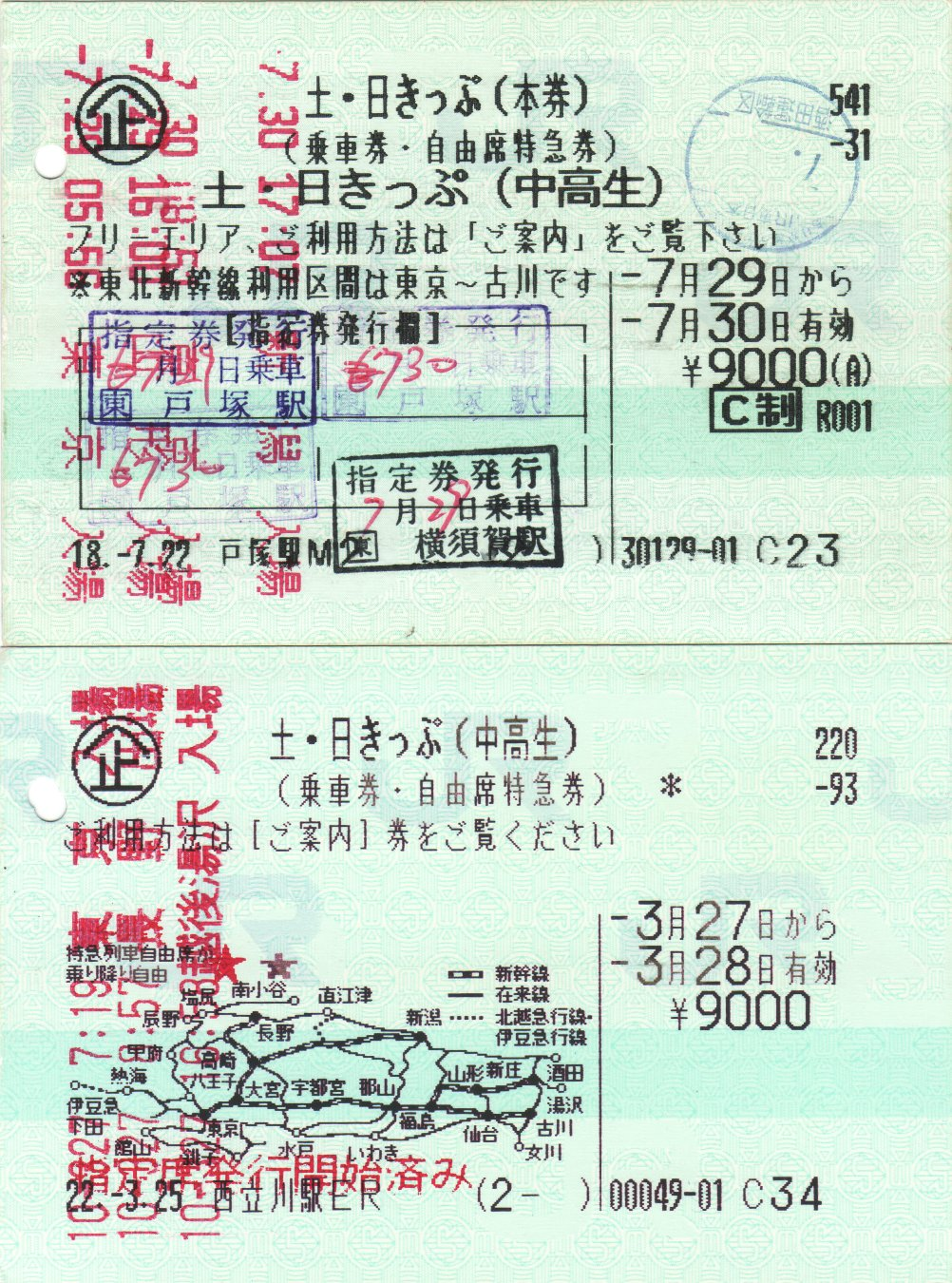
「土・日きっぷ」本券。写真上は形式変更前（スタンプ方式）、下は形式変更後（★印字式）。

土・日きっぷ（どにちきっぷ）は、かつて東日本旅客鉄道（JR東日本）の各支社（盛岡支社を除く）が共同で発売していた特別企画乗車券（トクトクきっぷ）である。
2010年3月28日までの利用期間をもって発売を終了した。

#### 概要
2001年より2010年3月28日利用分まで発売され、JR東日本管内のフリーエリア（後述）の特急（新幹線を含む）・急行・普通列車（快速を含む）の普通車自由席が、連続する土曜日・日曜日の2日間乗り降り自由のきっぷであった。あらかじめみどりの窓口または指定席券売機で指定を受けることで、4回まで普通車指定席が利用できた。なお、指定席を5回以上利用する場合、または事前に指定を受けずに指定席を利用した場合、グリーン車や寝台車を利用する場合等は運賃部分のみ有効で、別に特急料金等が必要となっていた。
また、駅レンタカーを特別割引料金またはレール&レンタカー「トレン太くん」の対象として利用できた。

#### フリーエリア
- 東日本旅客鉄道：酒田駅、湯沢駅、古川駅、小牛田駅、前谷地駅以南の路線。
  - 案内では省略されている東京近郊区間は全区間で利用可能。新幹線は東北新幹線は東京駅 - 古川駅のみ、山形新幹線・上越新幹線・長野新幹線は全線で利用可能。
- 北越急行全線
- 伊豆急行全線

※上記以外の区間・鉄道会社は利用不可。例えば、JR東海の東京 - 熱海間の東海道新幹線や、「三連休パス」では利用できる富士急行線は利用できない。

#### 発売条件
- 発売額：大人18,000円、中高生9,000円、小児3,000円[注 6]
- 利用可能期間：指定された土日の2日間。
  - 4月27日から5月6日、8月11日から8月20日、12月28日から1月6日にあたる土日は利用できない。土曜か日曜のいずれかがこの期間に該当すると販売されない。
- 購入可能期間：利用開始日の1か月前から前日まで（当日発売はしない）。

#### その他
- 日曜の夜に夜行列車に乗車し有効期間が経過した場合は、途中下車しない限り、フリーエリア内を利用することが可能。ただし、日付をまたいでから新たに特急等に乗車する場合は、運賃部分のみ有効となり料金券等は別に必要。
- 払い戻しは未使用で有効期間内に限り可能（630円の手数料が必要）。ただし、指定券を発行している場合、未使用であっても当該列車発車後の払い戻しはできない。
- 当初指定席の利用回数は無制限であったが、2002年に乗車予定のない列車への座席指定をするユーザーが続出したため[要出典]、2003年より指定席の利用回数を4回に制限した。
- 通常の乗車券および特急券であれば往復で2〜3万円ほどかかる仙台 - 東京間や新潟 - 仙台間のような長距離移動であっても、特に原則大人料金が適用される中高生[注 7]は9,000円（片道あたり4,500円）で新幹線指定席に乗って移動できたことから、「夜行バス並の破格の安さで新幹線に乗って東京まで行けるきっぷ」として人気があった[要出典]。
- 2008年7月14日より、指定席券売機でも購入・座席指定ができるようになった（中高生用は座席指定のみ）。それに伴い、券売機でも指定席発行回数の印字が可能なように、左下の「指定券発行欄」がスタンプ方式ではなく、発行毎に赤い星印（★）が印字される方式に変更された。
- 秋田新幹線はエリア外であるため利用不可であった。
- 発売当初は販売エリアが首都圏、後[いつから?]に関東甲信越[どこ?]に限定されていたが、2004年度からは利用可能エリア全域で販売するようになった。

### ウィークエンドパス

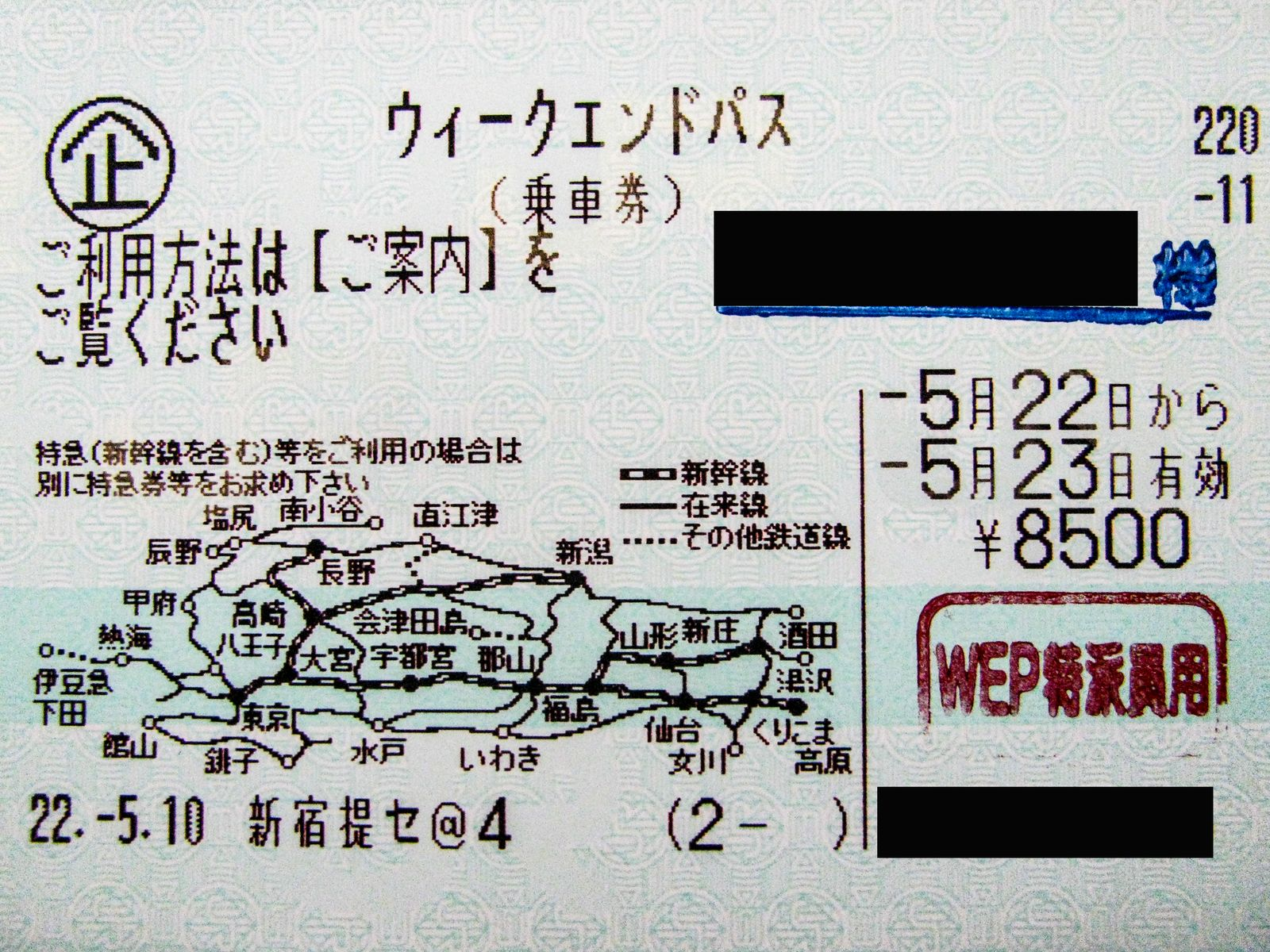
ウィークエンドパス

2010年3月に「土・日きっぷ」の発売が終了されたのを受け、同年3月29日から「ウィークエンドパス」が発売された。
基本的に、「土・日きっぷ」と類似点が多いが以下の通り異なる点がある。2010年（平成22年）4月3日から2013年（平成25年）3月31日までの連続する土・休日2日間に利用できた。飛石連休の間にある平日にも利用できる日がある（ただし、「土・日きっぷ」と同様に、ゴールデンウィーク、お盆、年末年始に該当する期間を除く）。
2013年4月以降「週末パス」に改められるという形で、同年3月末をもって発売終了となった。

#### 「ウィークエンドパス」と「土・日きっぷ」の違い
- 運賃部分のみ有効の乗車券となった。よって、特急や新幹線に乗車する場合は、別途特急券料金が必要になる。
- 価格は大人8,500円、小児2,500円。中高生用の設定は廃止された。
- 「土・日きっぷ」のフリーエリアに加え、東北新幹線古川駅 - くりこま高原駅間と、会津鉄道会津線西若松駅 - 会津田島駅間がフリーエリアに追加された。
- 利用開始日当日にも購入できるようになった。
- 3日以上の連休中[注 8]のうち連続する2日間であれば、土曜日・日曜日の2日間でなくとも利用可能になった[注 9]。

#### 2010年10月以降の「ウィークエンドパス」の変更点
2010年10月以降の「ウィークエンドパス」は上記の2010年4月から9月までの期間に有効なものと以下の違いがある。
- 価格が大人8,700円、小児2,600円、「大人の休日倶楽部」会員（利用期間2010年12月26日まで）5,500円に変更になった。
- 阿武隈急行線、上田電鉄、鹿島臨海鉄道、しなの鉄道、長野電鉄、ひたちなか海浜鉄道、福島交通、富士急行線、アルピコ交通（松本電気鉄道）、山形鉄道の各私鉄・第三セクター路線もフリーエリアに追加された。